# Polšnik
Polšnik este o localitate din comuna Litija, Slovenia, cu o populație de 122 de locuitori.